# Илия (Ауди)
Митрополи́т Илия́ Ауди (араб. المتروبوليت إلياس عوده‎; род. 1941, Анфа, Кура) — епископ Антиохийской православной церкви, митрополит Бейрутский и прилежащих земель.

## Биография
Получив степень бакалавра философии в Ливанском университете, отправился в США изучать богословие в Свято-Владимирской духовной семинарии. В 1968 году он вернулся в Ливан и 18 августа того же года был рукоположен в сан диакона епископом Илиёй (Курбаном). Затем он вернулся в Нью-Йорк, чтобы продолжить свои исследования в области теологии. В 1969 году окончил Свято-Владимирскую духовную семинарию со степенью бакалавра богословия.
В июле того же года он был возведен в сан священника митрополитом Филиппом (Салибой), предстоятелем Антиохийской христианской православной церкви Северной Америки, а затем назначен настоятелем церкви Святой Марии в Йонкерсе, штат Нью-Йорк.
В 1971 году Священный Синод Антиохийского Патриархата попросил его вернуться в Ливан и занять должность помощника декана Богословского института святого Иоанна Дамаскина при Баламандском монастыре. В 1975 году он отправился в Грецию, чтобы подготовиться к получению докторской степени.
В 1979 году он был вызван в Дамаск для оказания помощи Патриарху Антиохийскому Игнатию IV, и 18 ноября того же года был рукоположен во епископа Эдесского, викария Патриарха Антиохийского.
5 февраля 1980 года Священный синод Антиохийского Патриархата избрал его митрополитом Бейрутским. 9 апреля 1980 года он прибыл в митрополичью резиденцию в Ахрафии. 13 апреля 1980 года он возглавил свою первую литургию в церкви Святого Николая в Ахрафии.
Позднее он представлял Антиохийскую церковь на нескольких заседаниях Совета церквей Ближнего Востока и Всемирного совета церквей. Он также был членом Центрального Комитета Всемирного совета церквей в период с 1991 по 1998 год, а также председателем Совместного комитета по диалогу между Ватиканом и Всемирным советом церквей.
23 марта 2019 года встретился с государственным секретарём США Майком Помпео, который прибыл а Ливан в ходе своей поездки на Ближний Восток.